# Antoni Pacyński
Antoni Kazimierz Pacyński (ur. 29 maja 1943 w Jarosławiu) – polski jeździec, lekarz weterynarii, olimpijczyk z Meksyku 1968.
Zawodnik startujący w konkursach skoków przez przeszkody jak i ujeżdżeniu. Jeden z czołowych polskich jeźdźców przełomu lat 60. i 70. XX wieku.
Jako junior wywalczył na mistrzostwach Europy juniorów w roku 1960 indywidualnie i drużynowo srebrny medal w konkursie skoków przez przeszkody.
Wielokrotny medalista mistrzostw Polski:
- złoty
  - w skokach przez przeszkody w roku 1963 (na koniu Don Hubertus)
  - w ujeżdżeniu w roku 1971 (na koniu Leonidas), 1972 (na koniu Porfir), 1974 (na koniu Porfir)
- srebrny
  - w skokach przez przeszkody w latach 1957 (na koniu Bosman), 1960 (na koniu Bolgami), 1966 (na koniu Chrenowska), 1975 (na koniu Postawa)
  - w ujeżdżeniu w latach 1970 (na koniu Leonidas), 1976 (na koniu Porfir), 1978 (na koniu Porfir)
- brązowy
  - w skokach przez przeszkody w latach 1965 (na koniu Chrenowska), 1967 (na koniu Remus)
  - w ujeżdżeniu w latach 1966 (na koniu Fordon), 1973 (na koniu Porfir), 1975 (na koniu Porfir)

Na olimpiadzie w 1968 roku w indywidualnym konkursie skoków przez przeszkody zajął 38. miejsce, a Polska drużyna (partnerami byli: Jan Kowalczyk, Piotr Wawryniuk) została sklasyfikowana na 11. miejscu.